# Coniopteryx lentiae
Coniopteryx lentiae är en insektsart som beskrevs av H. Aspöck och U. Aspöck 1964. Coniopteryx lentiae ingår i släktet Coniopteryx och familjen vaxsländor. Inga underarter finns listade i Catalogue of Life.